# Університет миру
Університет миру (англ. University for Peace ) був заснований в Коста-Риці в 1980 році , мав за мету «забезпечити людство міжнародним вищим навчальним закладом з питань миру та з метою зміцнення між усіма людьми духу взаєморозуміння, терпимості, толерантності та мирного співіснування для заохочення співпраці між народами та сприяння зменшенню перешкод і загроз міжнародному миру та прогресу відповідно до благородних цілей, проголошених у Статуті Організації Об'єднаних Націй» 
На поточний період чау у кампусі вчаться 124 студенти з 37 різних країн. Мовою навчання є англійська, однак більщість співробітників університету розмовляють лише іспанською мовою і значна кіоькість ресурсів бібліотеки університету недоступні англійською.

## Історія
Пропозиція про створення Університету мир була висунута президентом Коста-Рики Родріго Карасо у його зверненні до Генеральної Асамблеї ООН на 33 сесії. Генеральний секретар ООН призначив Міжнародну комісію Університету миру, яка уклала міжнародну удоговірпро заснування Університету миру та ДУгодапро Університет миру. Ці документи були прийняті 5 грудня 1980 року на 35-й сесії Генеральної Асамблеї ООН і набули чинності 7 квітня 1981 року .
6 березня 1981 року було створено Раду Університету світу, яка є органом самоуправління Університету. Перший президент Ради - Родріго Карасо. До Ради входять 15 осіб, які затверджує Генеральний секретар ООН.